# Horizonica
Horizonica is een Nederlandse horrorfilm uit 2006 van regisseur Ramon Etman en producent Frans Brok. De productie van deze lowbudget-zombiefilm speelde zich af in Eindhoven en omgeving en heeft ruim drie jaar geduurd.
De film is door 1236 vrijwilligers gespeeld en gemaakt en is het geesteskind van Ramon Etman. Ook bekende Nederlanders als Rob Stenders, Antonie Kamerling, Joost Prinsen, Henk Westbroek en zanger Armand maakten hun opwachting in bijrollen, evenals de Amerikaanse regisseur Lloyd Kaufman.
Op 30 september 2006 werd de film vertoond op het Nederlands Filmfestival in Utrecht. In Eindhoven kwam de film op 6 januari 2007 in de bioscoop.
De film werd vertoond op de Nacht van de Wansmaak.

## Verhaal
Twee groepen studenten worden in een bos bij Eindhoven gedropt voor een ontgroening en - met een minimum aan spullen - moeten ze de bewoonde wereld weer terugvinden.
In die bewoonde wereld steekt intussen een vreemde ziekte de kop op. Door een ongeval is een laboratorium komt een virus in het drinkwater terecht en iedereen die het water drinkt, verandert in een zombie.
De studenten beseffen langzaam wat er aan de hand is en de ontgroening dreigt uit te lopen in een regelrechte bloederige ramp. Hierin speelt het terreurteam Dutch Treat een belangrijk rol, want zij moeten de ramp tegengaan en de verdwaalde studenten zien te redden.

## Rolverdeling
| Acteur                     | Personage                 |
| -------------------------- | ------------------------- |
| Jenny Hsia                 | Jenny van Dijk            |
| Erol Aksoy                 | Roeland Efry              |
| Mark van der Waals         | Merijn Rooswater          |
| Sebastiaan Kerckhof        | Merijn Rooswater (13 jr.) |
| Lisette Felet              | Stewardess                |
| Shyra de Beauvesier Watson | Leraar                    |
| Mariolande Kennedy         | Mariolande Rooswater      |
| Bianca van Leuken          | Verpleegster              |
| Yvonne Kuijsten            | Verpleegster              |
| Marleen van de Camp        | Esmeralda Engelhart       |
| Aukje van Ginneken         | Marieke                   |
| Denise Verhoeven           | extra's                   |
| Roel van Dun               | extra's                   |
| Rob Stenders               | Ruud Klaassen             |
| Antonie Kamerling          | Sam Russo                 |

## Ontvangst
In Cinemagazine werd de film bekritiseerd vanwege het onsamenhangende verhaal en het houterige acteerwerk, maar de dialogen in plat Brabants werden als 'aandoenlijk en grappig' betiteld. Ook werd positief geschreven over de inzet van bekende Nederlanders, die het niveau van het acteerwerk naar boven trekken. Daarnaast is de film een ode aan Eindhoven en aan het bloederige horrorgenre, met veel expliciete beelden.